# Особняк Гучкова
Особняк Н. И. Гучкова (Также Дача № 3, Дача А. И. Гучкова, Туполевская дача, Балакош) — историческое здание на территории международного детского центра Артек, ныне «Дача № 3» лагеря «Кипарисный». Памятник градостроительства и архитектуры регионального значения.

## Описание
Здание, «образец архитектурной эклектики конца XIX века в её применении к природному ландшафту Южного берега Крыма» (имя архитектора, как и годы строительства, не установлены), возведённое из серого мраморовидного гаспринского известняка, из-за крутого рельефа получилось разноэтажным. На юге, со стороны моря, 3 этажа, а с северной стороны, выше по склону, — 2 этажа, с общей площадью по современным обмерам 757,4 м². Цокольный этаж размерами меньше жилых и служит фундаментом для 1 и 2 этажей. В отделке фасадов исследователями отмечается наличие элементов классицизма, в то же время различна форма окон, в зависимости от предназначения помещений, отсылает к архитектуре модерна. В послевоенный период здание подвергалось нескольким внутренним перепланировкам. При последнем ремонте 2017 года было разобрано здание дачи № 2 детского лагеря Кипарисный" (бывшая кухня дачи Гучкова), объект культурного наследия Республики Крым.

## История
О ранней истории имения пока ничего не известно: согласно сохранившимся документам — карточке на владение землёй по Ялтинскому уезду за 1913 год, дача была приобретена в начале XX века ялтинским врачом Григорием Викторовичем Назаровым за 50000 рублей у не установленного пока Шахматова-Ширинского, предполагается, что из рода мурз Ширинских, дворян Таврической губернии. Также предполагается, что здание было построено в конце XIX века. Кем было дано название даче «Балакош» (в переводе с крымскотатарского — «птенец» или «детский уголок») — Назаровым, или предыдущим владельцем, не установлено. В летний сезон использовалась под сдачу внаём отдыхающим: 2 квартиры по 700 рублей в месяц. К 1916, в связи с Первой мировой войной, число отдыхающих сильно сократилось, доходы упали и на Южном берегу Крыма массово продавались дачи и имения. 5 мая 1916 года и Назаров продаёт «дачу и земельный участок с парком и пляжем в 850 квадратных саженей» жене действительного статского советника Вере Петровне Гучковой. После смерти Веры Петровны 11 июля 1916 года имение перешло её супругу Николаю Ивановичу Гучкову, старшему брату, председателя III Государственной думы в 1910—1911 годах, Александра Ивановича Гучкова. Видимо, ввиду большей известности Александра Ивановича, за зданием впоследствии закрепилось название «Дача А. И. Гучкова», хотя, по мнению исследователей, младший Гучков никогда на ней не бывал.

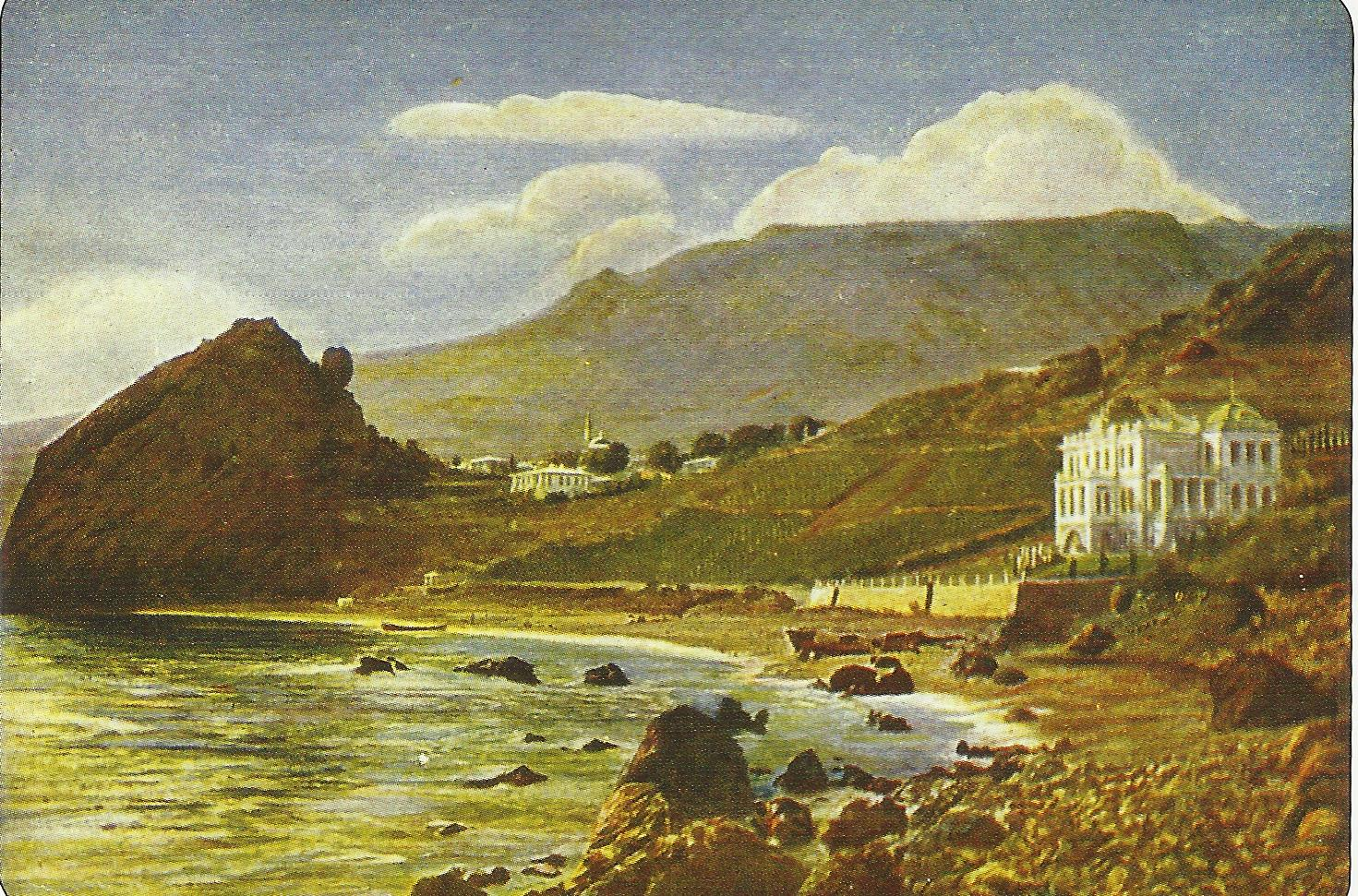
1912 г

В годы Гражданской войны Н. И. Гучков был уполномоченным Российского общества Красного Креста по Крыму, также был представителем Красного Креста в армиях А. И. Деникина и П. Н. Врангеля. В периоды, когда в Крыму не было власти большевиков, жил на даче в Гурзуфе, там же жила семья младшего брата Константина. Братья покинули Крым в ноябре 1920 года.

### После революции
16 декабря 1920 года приказом председателя Революционного комитета Крыма были изъяты «из частного владения как разных ведомств, так и частных лиц все имения Южного берега Крыма в районе от Судака до Севастополя включительно» и передавались в ведение специально созданного Управления Южсовхоза. В 1920—1930-е годы особняк использовался для отдыха государственных деятелей СССР, в 1934—1935 году в нём жил авиаконструктор А. Н. Туполев, отчего за дачей закрепилось название «Туполевская». В 1945 году бывшая дача Н. И. Гучкова была передана Артеку. На их базе был образован Лагерь № 3. Здание использовалось как общежитие для вожатых, впоследствии, после многочисленных перепланировок, жилой корпус для детей. В 1970-х годах Лагерь № 3 переименован в лагерь «Кипарисный».